# Leone Maurizio Padoa
Leone Maurizio Padoa (Bologna, 8 aprile 1881 – Auschwitz, 1944) è stato un chimico italiano, vittima dell'Olocausto.

## Biografia
Figlio di Felice, ebreo originario di Cento che si trasferì a Bologna nel 1870 e di Ginevra Vivanti.
Nel 1902 si laureò in chimica all'Università di Bologna avente come relatore Giacomo Ciamician, con una tesi sui racemi e le loro proprietà nei tre stati di aggregazione classici. Nel 1904 ricevette il premio Vittorio Emanuele. Dal 1908 funse da assistente agli insegnamenti di Chimica presso la stessa Università di Bologna, continuando a collaborare con Ciamician, chimico allora molto influente in Italia che si occupava di fotochimica. Padoa si interessò inoltre della cristallizzazione e, nell'ambito della chimica organica, dell'idrogenazione.
Durante la prima guerra mondiale fu dispensato dal servizio militare, partecipando alle ricerche di Ciamician sulle armi chimiche, con particolare attenzione allo sviluppo di strumenti di difesa dai gas utilizzati al fronte. Partecipò alla progettazione delle prime maschere antigas, che vennero poi prodotte dalla ditta bolognese Leoni Vincenzi.
Nel 1919 ricevette la medaglia d'oro dalla Società Italiana delle Scienze.
Dal 1920 al 1924 fu professore straordinario di Chimica generale, prima all'Università di Messina, poi all'Università di Cagliari e infine all'Università di Parma dove venne nominato professore ordinario. Nel 1924 tornò a Bologna, dove prese l'insegnamento di chimica industriale, succedendo a Mario Giacomo Levi; dal 1928 al 1934 diresse inoltre la Scuola Superiore di Chimica Industriale.
Nel 1925 fu tra i firmatari del Manifesto degli intellettuali antifascisti promosso da Benedetto Croce, ma nel 1931 prestò giuramento al regime per non perdere la cattedra. Nel 1936 venne colpito da un provvedimento disciplinare e sospeso per un anno e i ministri fascisti Achille Starace e Cesare Maria De Vecchi furono favorevoli ad un suo trasferimento. Nel 1937 venne trasferito d'ufficio all'Università di Modena, dopo che il nuovo ministro dell'educazione nazionale Giuseppe Bottai aveva bocciato la sua proposta di reintegro.
Nel 1938 quando entrarono in vigore le leggi razziali tentò di salvare la sua carriera inviando le sue onorificenze e il suo curriculum al ministro dell'interno Giuseppe Cobolli Gigli per essere reintegrato.  
Nel 1939 la sua richiesta di reintegrazione venne inviata dal ministro dell'interno al prefetto di Bologna una richiesta "riservatissima urgente" per la sua domanda di reintegro, che però non venne accolta.
Ritiratosi a vita privata durante la seconda guerra mondiale, nel marzo del 1944 (come confermò sua nipote) venne arrestato dai nazisti (o da militi della RSI) a Bologna e venne portato al Campo di transito di Bolzano da dove fu prelevato dalle SS e portato al Passo della Mendola il 29 o il 30 aprile, ricerche confermarono che venne portato ad Auschwitz dove morì nello stesso anno a 63 anni d'età.
Era prozio diretto dell'economista Tommaso Padoa-Schioppa e del giurista Antonio Padoa-Schioppa e suo nipote era il dirigente Fabio Padoa-Schioppa.